# سام أوسبورن
سام أوسبورن (بالإنجليزية: Sam Osborne) هو لاعب كرة قدم بريطاني في مركز الهجوم، ولد في 18 يوليو 1999 في نوتنغهام في المملكة المتحدة. لعب مع نوتس كاونتي.

## وصلات خارجية
- سام أوسبورن على موقع قاعدة بيانات كرة القدم.إي يو (الإنجليزية)
- سام أوسبورن على موقع Soccerbase.com (لاعب) (الإنجليزية)
- سام أوسبورن على موقع Soccerway.com (الإنجليزية)